# 去你的
〈去你的〉是英國歌手莉莉·艾倫 發行的第二張個人專輯《干我屁事》所收錄之單曲；亦為其全球發行之第三首單曲。

## 歌曲資訊
這首歌最早和其餘二首歌（當時名稱為"I Could Say" 及 "I Don't Know"，後者即為"The Fear"的前身）一同出現在艾倫的Myspace個人頁面上以供試聽。當時的歌名為"Guess Who Batman"。雖然此名稱顧名思義似乎以蝙蝠俠作為影射對象，但根據《新音樂快遞》及 《滾石音樂雜誌》敘述，這首歌是以反小布希作為號召。在巴西圣保罗的一场巡演中，艾伦声称：“这首歌曲最初是写给那个他妈的混蛋——前美国总统喬治·沃克·布希！”不過根據Urban Review所言，當初艾倫是因受到英国国民党（British National Party，BNP）的影響寫成，並加註「後來發現歌曲內容範圍涵蓋不僅止於單一事件，因而[她]就取消了原先針對的特定對象。」在2009年的格拉斯頓伯里當代表演藝術節當中，在表演該曲之前艾倫特別提到演唱該歌曲的原因是受到了2009年歐洲議會選舉中，英國國家黨首度取得代表席所致。這首歌由艾倫本人和格萊格·科爾斯汀寫成。

## 成績
該曲發行後即位居加拿大百大榜37名，雖然當時並未正式發售該曲。 同週，該曲進入告示牌百大榜第68名。
在英國本土，由於受到數位下載影響，雖未正式發售單曲但歌曲經播送後立即攀上英國單曲榜第154名，原因可追溯於該曲廣泛於各大電臺播送所致。

## 音樂錄影帶
該音樂錄影帶正式於2009年6月15日於網路視頻網站YouTube的Parlophone官方頻道上發布。EMI唱片委託法國製片商Frenzy Paris負責執行製作，後者之後起用AB/CD/CD作為藝術指導。影片採以艾倫為主的第一視角，拍攝她從飯店房間至電視台的經過。在片中，艾倫用手不斷地歪解她身旁物體的大小，例如將艾菲爾鐵塔伸長，以及使一個片中男子的爆炸頭膨脹。

## 曲目資訊
| - 宣傳 - 唱片單曲(Regal/EMI 9641592 /EAN 5099996415924 1. "Fuck You" (一刀未剪版) – 3:42 2. "Fuck You" (刪剪版) – 3:40 - 宣傳 CD 單曲 (Regal/EMI) 1. "Fuck You" – 3:43 - Fuck You - EP 1. "Fuck You" 2. "Why" 3. "Everyone's At It" 4. "Not Fair (Eye 混音版)" 5. "The Count (aka Hervè) and Lily Face The Fear" 6. "Not Fair (錄音編輯)" 7. "Mr Blue Sky" 8. "The Fear" | - 法國版單曲 1. "Fuck You" – 3:40 2. "The Count (aka Hervè) and Lily Face The Fear" – 4:21 - 德國網路版單曲 1. "Fuck You" 2. "Why" 3. "Not Fair (Eye 混音版)" 4. "The Count (aka Hervé) And Lily Face The Fear" 5. "Not Fair (錄音編輯刪減版)" - 美國 "Fuck You" 重混 EP 1. "Fuck You" (Ralphi Rosario & Craig J Klub) 2. "Fuck You" (Manhattan Clique Two Fingers Club 混音) 3. "Fuck You" (Rich Morel's 人聲延展混音) 4. "Fuck You" (Manhattan Clique 'Now Watch This' Electropop Radio合成版) 5. "Fuck You" (Ralphi Rosario Dub) |

## 排名
| 排行榜 (2009)             | 最高名次 |
| ------------------------- | -------- |
| 澳洲ARIA排行榜            | 23       |
| 澳洲單曲榜                | 12       |
| 比利時排行榜 (法蘭德斯)   | 1        |
| 比利時單曲榜 (瓦隆尼亞)   | 2        |
| 加拿大百大榜              | 37       |
| 荷蘭單曲榜                | 2        |
| 歐洲銷售榜                | 23       |
| 芬蘭排行榜                | 4        |
| 法國單曲排行榜            | 14       |
| 法國數位單曲榜            | 8        |
| 德國單曲榜                | 49       |
| 義大利單曲榜              | 9        |
| 挪威單曲榜                | 4        |
| 瑞典單曲榜                | 18       |
| 瑞士單曲榜                | 5        |
| 英國單曲榜                | 153      |
| 美國 告示牌 Hot 100排行榜 | 68       |
| 美國告示牌熱音舞曲排行榜  | 1        |
| 美國告示牌數位單曲榜      | 47       |

| 國家   | 認證 | 銷售量   |
| ------ | ---- | -------- |
| 澳洲   | 金   | 35,000+  |
| 比利時 | 金   | 20,000+  |
| 法國   | 金   | 150,000+ |